# Кемптвілл
Кемптвілл — громада, розташована в муніципалітеті Норт-Ґренвілл у Східному Онтаріо, Канада, у найпівнічнішій частині об’єднаних графств Лідс і Ґренвілл. Знаходиться приблизно 56 км (35 миля) на південь від центральної частини Оттави та 2,5 до 3 км (1,6 до 1,9 миля) на південь від річки Рідо.
До громади можна добратися по шосе 416, також відомому як меморіальне шосе ветераніів, яке було завершене в 1999, а також з дороги гарфств Лідс і Ґренвілл №43.
Кемптвілл є найбільшою громадою в Норт-Ґренвіллі, де проживає близько 69% населення Норт-Ґренвілла. У місті розташовано три початкові школи — Католицька школа Чесного Хреста, Державна школа Кемптвілла та Початкова школа Південного відділення; дві середні школи — Середня школа округу Норт-Гренвілл і Католицька середня школа Св. Михайла; три парки та два готелі. Житловий район, головно, розташований у південній та східній частинах громади. Головні вулиці: вулиці Рідо, Прескотт, Клотьєр і Ван Бюрен. Струмок під назвою Кемптвілл розділяє Кемптвілл на південному сході, де знаходиться найменша частина Кемптвілла. Струмок починається на південний захід від Кемптвілла і впадає в 4 км (2,5 миля) на північний схід у річку Рідо. Велика частина Кемптвілла вкрита лісами, особливо на схід і північ від громади. Сільськогосподарські угіддя охоплюють решту території, особливо західну та південну частини громади, за деякими винятками. Є кілька будинків, які лежать поруч із сільськогосподарськими угіддями.

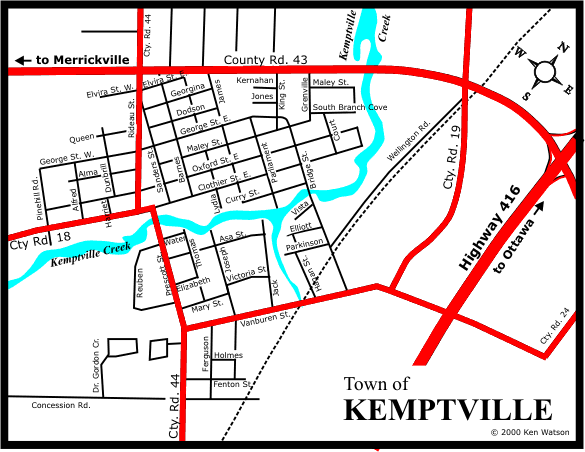
Карта міста Кемптвілл

## Історія

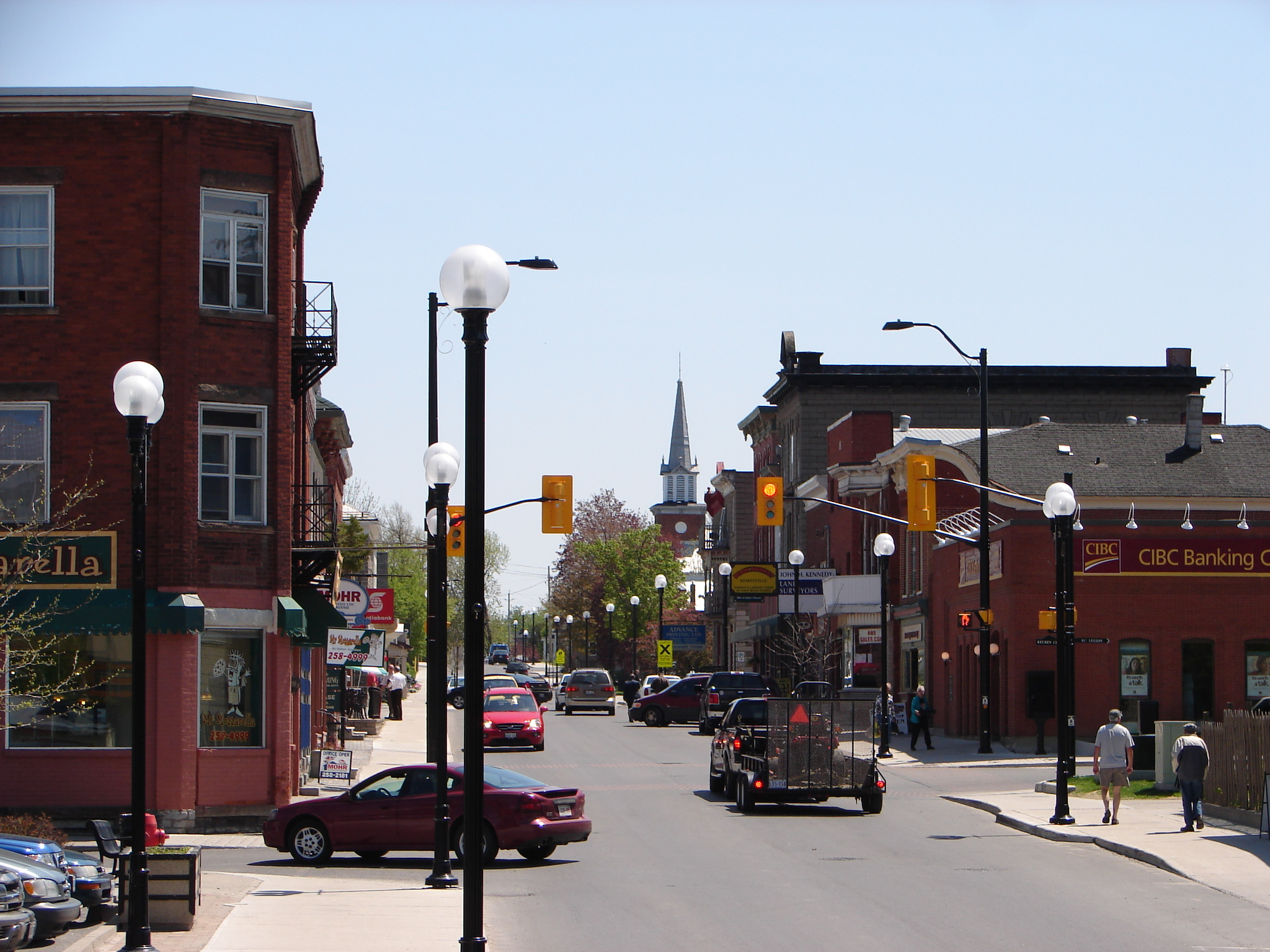
Кемптвілльська вулиця Прескотт

Мале поселення Кемптвілл почало виділятися з лісу в містечку Оксфорд, коли Лайман Клотьє, житель Нової Англії, купив 40 га землі в 3-й концесії  містечка Оксфорд-он-Рідо від Джона Байса в 1819 році за 75 канадських фунтів (C£). Містер Клотьє розпочав будівництво лісопильного заводу за допомогою своїх чотирьох синів, і вони побудували два двори на території, яка нині є Кемптвіллем. Цей тартак був надзвичайно важливим для поселення громади, оскільки для будівництва грубого житла були потрібні пиломатеріали, і таким чином тартак почав полегшувати будівництво житла для поселенців у всьому Оксфордському містечку.
Клотьє розмістили кілька жорен у нижній частині своєї пилорами. Тепер мешканці мали вибір, чи везти своє зерно до млина на річці Святого Лаврентія, що було складно навіть за сприятливих обставин, або брати його до цієї крупорушки. Після цього була заснована ковальська майстерня, якою також керували Клотьє. У 1823 році було засновано шкільний будинок, який багато років служив навколишнім громадам. Перший лікар прибув до громади через рік після заснування школи.
Маленьке селище швидко розросталося, і жителі краю почали замислюватися про те, щоб офіційно дати гідну назву місцевості, в якій вони проживали. Спочатку громада була відома як «Clothier's Mill». Отже, під час громадських зборів у цей час було запропоновано назву «Кемптвілл» на честь сера Джеймса Кемпта, губернатора Верхньої Канади в 1829 році, який, як кажуть, таборував на березі річки Рідо поблизу поселення. Назва була прийнята в 1829 році, а перша карта з назвою «Kemptville» була виготовлена в 1830 році. Пошта була заснована в 1831 році  .

## Спорт
«Кемптвілл 73» — юніорська хокейна команда, належна до Центрально-Канадської хокейної ліги. Команда була заснована як Kemptville Comets of Rideau-St. Lawrence Junior B Hockey League у 1969 році, але пізніше ця ліга стала Молодшою B хокейною лігою Східного Онтаріо, а Comets стали 73's у 1973 році. Влітку 2007 року 73's були підвищені до юніорського рівня "А".
Місце народження гравця НХЛ 1930-х років Деса (Дезмонда) Роша.

## ЗМІ

### Радіо
Район Кемптвілл обслуговується кількома радіостанціями з районів Оттава-Гатіно, включаючи Броквіл, а також одна місцева радіостанція.
- CKVV-FM 97,5; Перша місцева FM-радіостанція в Кемптвіллі була запущена в 2012 році.

### Газети
Кемптвілльська газета Torstar виходить щочетверга. North Grenville Times, місцева громадська газета, виходить щосереди.

## Знані люди
- Чарлз П. Андерсон (1865–1930), головуючий єпископ єпископальної церкви, народився в Кемптвіллі
- В. Б. Джордж (1899–1972), президент Канадської аматорської хокейної асоціації та викладач Кемптвіллської сільськогосподарської школи [6] [7]
- Дерек Голмс, введений до Зали слави IIHF, тренер з хокею[8][9]
- Дес Рош - хокеїст НХЛ

## зовнішні посилання
- Муніципалітет Норт-Ґренвілл